# Bernardo Cavallino
Bernardo Cavallino (Nápoles, 1616 – Nápoles, 1656) fue un pintor italiano de la Escuela napolitana, de estilo barroco.
Se conocen pocos datos de su biografía. Tan sólo se conoce una pintura fechada, la Santa Cecilia (1645) depositada en el Palazzo Vecchio de Florencia.

## Vida y obra
El cronista Bernardo de' Dominici afirmó que Cavallino se formó como pintor con Massimo Stanzione. Sin embargo actualmente se piensa que su maestro pudiera haber sido un artista anónimo cercano a Ribera, acaso español, conocido como Maestro del Anuncio a los Pastores. 
Su producción juvenil combina el tenebrismo derivado de Caravaggio, que tuvo larga vigencia en Nápoles, con colores brillantes. Delata la influencia de José de Ribera, líder de la pintura napolitana, así como de Van Dyck (que vivió unos años en la cercana Génova) y de Giovanni Benedetto Castiglione. Pero con el tiempo Cavallino conformó un estilo personal que anticipa el rococó. Según algún experto, Cavallino «nació en un siglo que no le correspondía».
Sus obras más tempranas son La comunión de los apóstoles (Milán, colección privada), Martirio de san Bartolomé (Museo de Capodimonte de Nápoles), la citada Santa Cecilia (Palazzo Vecchio de Florencia; en depósito), El sueño de san José (Museo Nacional de Varsovia), Inmaculada Concepción (Pinacoteca de Brera de Milán), Caída camino del Calvario (Museo Chrysler de Norfolk) y La adoración de los pastores (Cleveland Museum of Art).
Entre sus obras posteriores, casi todas de formato reducido, sobresalen Quinto Mucio Escévola ante Porsena (Kimbell Art Museum de Fort Worth), Herminia entre los pastores y La cantante (ambas en el Museo de Capodimonte).
El Museo del Prado poseía sólo algún ejemplo dudoso de Cavallino (como sendos óleos sobre Tobías, ahora atribuidos a Antonio de Bellis), hasta que en 1989 adquirió La lapidación de San Esteban, donde el rojo de sus ropajes destaca sobre los tonos fríos de las rocas. El Museo Lázaro Galdiano posee la que era (hasta entonces) única muestra segura del artista en España, un Busto de san Lorenzo mártir. La Colección Carmen Thyssen-Bornemisza posee dos pinturas circulares.